# VU (album)
Pour les articles homonymes, voir VU.
Albums de The Velvet Underground
1969: The Velvet Underground Live
(1974) Another View
(1986)
VU est un album d'inédits du groupe de rock The Velvet Underground, sorti en février 1985.

Bon nombre de ces inédits sont aussi disponibles sur le coffret Peel Slowly and See.
En 1969, le Velvet Underground travaillait sur un quatrième album lorsque leur label de l'époque, MGM Records, décida de se passer de leurs services, et surtout de leur image trop sulfureuse. Les morceaux déjà enregistrés restèrent dans les cartons de la maison de disques et disparurent pendant une dizaine d'années.
VU est le premier des deux disques regroupant ces morceaux inédits déterrés (et remixés) dans les années 1980. La critique s'accorde souvent à dire que la qualité de ce disque est du niveau du reste de la production du groupe, tout en regrettant que le mixage sonne trop « années 80 » par certains aspects.
Entre-temps, certains de ces morceaux avaient été ré-enregistrés par le Velvet Underground pour l'album Loaded, ainsi que par Lou Reed pour quatre de ses premiers albums solos.
Deux titres émergent de l'album : tout d'abord I Can't Stand It qui est transfiguré par l'interprétation nerveuse du Velvet Underground au regard de la version figurant sur le premier album solo de Lou Reed. Ensuite, Stephanie Says, très éloignée de sa forme ultérieure, plus sombre et mélancolique, sur l'album Berlin (Caroline Says II).

## Titres
Tous les titres sont composés par Lou Reed, sauf Foggy Notion (Reed, Morrison, Yule, Tucker, Weiss)

### Face 1
1. I Can't Stand It – 3:21
2. Stephanie Says – 2:49
3. She's My Best Friend – 2:47
4. Lisa Says – 2:53
5. Ocean – 5:10

### Face 2
1. Foggy Notion – 6:41
2. Temptation Inside Your Heart – 2:30
3. One of These Days – 3:50
4. Andy's Chest – 2:49
5. I'm Sticking with You – 2:26

## Musiciens
- Lou Reed – voix, guitare
- Sterling Morrison – guitare, chœurs
- Maureen Tucker – percussions, voix
- John Cale – alto, basse, celesta, chœurs (sur Stephanie Says et Temptation Inside Your Heart)
- Doug Yule – basse, guitare, clavier, voix, chœurs (sur les autres chansons)